# Miño (parroquia)
Miño (llamada oficialmente Santa María de Miño) es una parroquia del municipio de Miño, en la provincia de La Coruña, Galicia, España.

## Entidades de población
Entidades de población que forman parte de la parroquia:
- A Barrosa
- A Fonte
- A Granada
- A Pardiñeira
- A Penela
- A Prata
- A Rúa
- Bra
- Carreira (A Carreira). En el INE aparece como Miño.
- Malfurado
- O Barral
- O Covo
- Puente del Porco[4] (A Ponte do Porco)
- Raxel
- Rigueira (A Regueira)
- Sombreo[5] (Sombreu)
- Telle

## Demografía
| Gráfica de evolución demográfica de Miño entre 2000 y 2018 |
|                                                            |
| Población de derecho según el padrón municipal del INE     |